# Bob Newhart
George Robert Newhart vystupující jako Bob Newhart (5. září 1929 Oak Park, Illinois – 18. července 2024 Los Angeles, Kalifornie) byl americký stand-up komik a herec.

## Kariéra
Po válce pracoval jako účetní, nicméně se svou prací nebyl spokojen. V roce 1958 se Newhart stal reklamním textařem Freda A. Nilesa, významného nezávislého filmového a televizního producenta v Chicagu. Nakonec se vypracoval na kariéru komika. Je známý tím, že během výstupů koktá. Objevil se v seriálu Simpsonovi (epizoda Udavač Bart). V Spojených státech amerických je známý ze své The Bob Newhart Show. Češi ho znají jako Profesora Protona ze seriálu Teorie velkého třesku nebo knihovníka Jugsona z filmové trilogie o knihovníkovi Flynnovi Carsenovi.